# SO-02J
ドコモ スマートフォン Xperia X Compact SO-02J（ドコモ スマートフォン エクスペリア エックス コンパクト エスオーゼロニジェイ）は、ソニーモバイルコミュニケーションズによって開発された、NTTドコモの第4世代移動通信システム（PREMIUM 4G）・第3.9世代移動通信システム（Xi）・第3世代移動通信システム（FOMA）対応端末である。ドコモ スマートフォン（第2期）のひとつ。

## 概要
本機種はXperia X Compactの日本国内ローカライズモデルである。Xperia Xシリーズの日本国内第2弾端末。2016-2017年冬春の新商品の1つとして発売された。
なお、本機からUSB端子が従来のMicroUSBからXperia初のUSB Type-Cに変更されている。従って、ドコモ純正品の場合『ACアダプタ AC06』単体ないしは従来の『ACアダプタ AC05』と『microUSB変換アダプタ B to C 01』が必要となる。